# Index du FBI
 (février 2023).

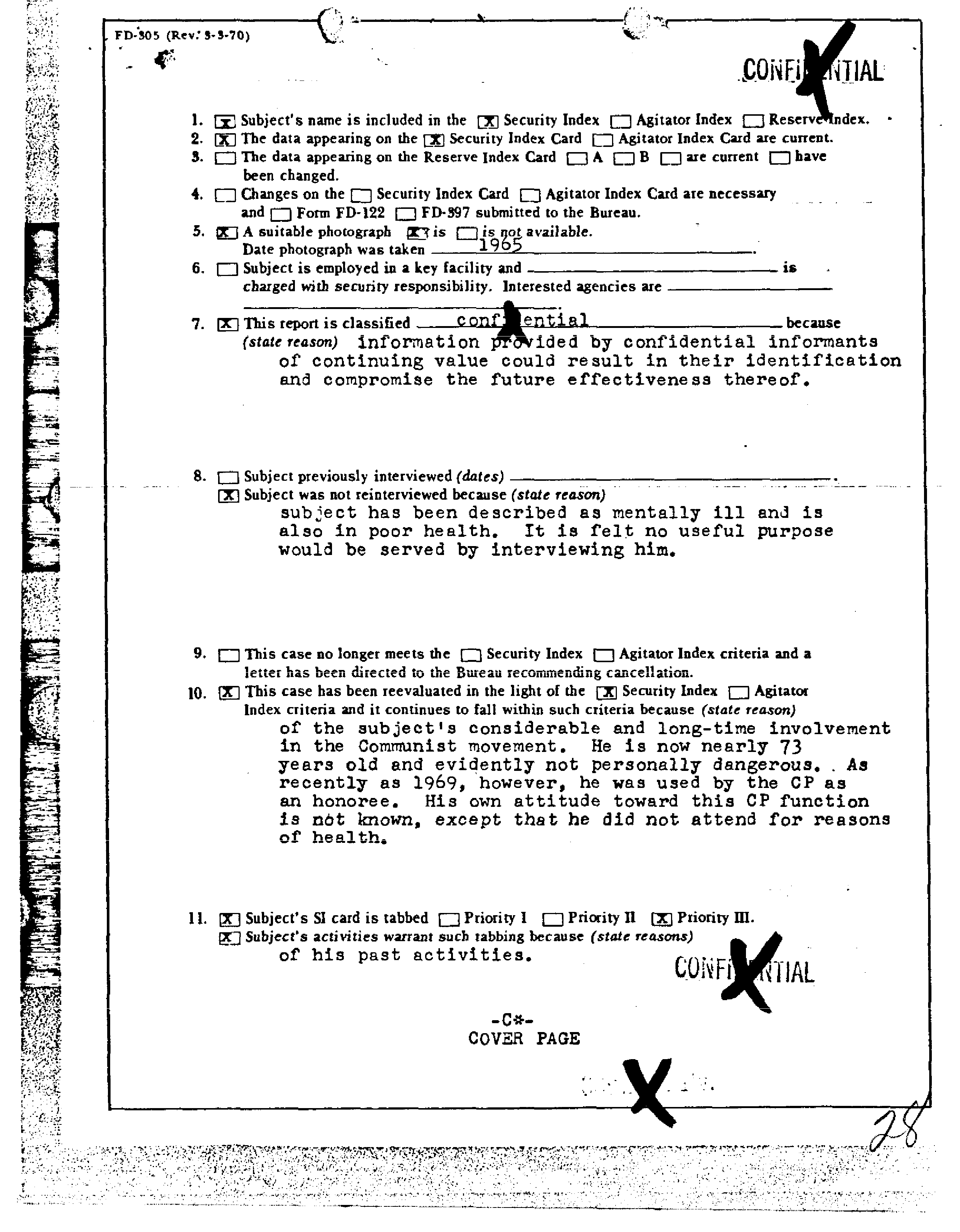
Formulaire de mise à jour de la fiche du célèbre chanteur américain Paul Robeson des années 1970.

Les index du FBI, ou liste d'index, étaient un système utilisé pour surveiller les citoyens américains et d'autres personnes par le Federal Bureau of Investigation (FBI) avant l'adoption des bases de données informatiques. La liste d'index était à l'origine composée de fiches papier, d'abord compilées par J. Edgar Hoover au Bureau of Investigations avant d'être nommé directeur du FBI. La liste d'index a été utilisée pour suivre les citoyens américains et d'autres personnes considérées par le FBI comme dangereuses pour la sécurité nationale, et a été subdivisée en diverses divisions qui ont généralement été évaluées en fonction de différentes classes de danger que le sujet était censé représenter.

## Division du renseignement général
En 1919, lors de la First Red Scare, William J. Flynn du Bureau of Investigation nomma J. Edgar Hoover chef de la General Intelligence Division (GID). Hoover a utilisé son expérience en tant que commis de bibliothèque aux Archives nationales pour créer le système en utilisant de nombreuses références croisées.
Le GID a pris des fichiers du Bureau of Investigations (rebaptisé plus tard Federal Bureau of Investigation) et les a «systématisés» via des fiches; selon Walker et contrairement aux preuves, ces cartes concernaient 200 000 personnes. Mais en 1939, Hoover avait plus de 10 millions de personnes « répertoriées » dans le système de fichiers national du FBI. Bien que le GID ait été fermé en 1924 après les objections de personnes telles que William J. Donovan qui ont remis en question sa compatibilité avec la Constitution, Hoover et le FBI ont continué à étendre le système d'index afin d'être utilisé par le FBI, Hoover et des associés politiques de Hoover dans les années 1970. Actuellement, les fichiers Index surveillant un nombre incalculable d'Américains sont toujours accessibles par le FBI et ses 29 bureaux extérieurs.
Ces nombreuses fiches Index incluent : la Reserve Index, une liste de personnes influentes pouvant être « arrêtées et détenues » en cas d'urgence nationale ; Le Custodial Index, qui comprenait 110 000 Américains d'origine japonaise détenus dans des camps de prisonniers pendant la Seconde Guerre mondiale ; le Sexual Deviant Index ; le Agitator Index ; le Communist Index ; et l'Administrative Index, qui a compilé plusieurs autres index antérieurs. Même si une liste complète des fiches d'index n'est actuellement pas disponible, Hoover et le FBI ont utilisé leur système d'index pour répertorier les militants de la libération amérindiens et afro-américains dans les années 1960 et 1970, ainsi que les manifestants contre la guerre du Viêt Nam et certains autres étudiants.

## Custodial Detention Index
Le Custodial Detention Index (CDI), ou Custodial Detention List, a été créé en 1939-1941, dans le cadre d'un programme nommé diversement le Custodial Detention Program ou Alien Enemy Control. J. Edgar Hoover l'a décrit comme venant de sa division du renseignement général ressuscitée à Washington. Selon Hoover, il a créé un grand nombre de fichiers sur « des individus, des groupes et des organisations engagés dans des activités subversives », y compris l'espionnage, et a permis au FBI d'identifier immédiatement les menaces potentielles. Le membre du Congrès Vito Marcantonio l'a qualifié de « terreur par fiches ». Le sénateur George W. Norris s'en est également plaint.
Le Custodial Detention Index était une liste de suspects et de subversifs potentiels, classés comme « A », « B » et « C » ; ceux classés « A » étaient destinés à être arrêtés immédiatement et internés au début de la guerre. La catégorie A était constituée de responsables d'organisations liées à l'Axe, la catégorie « B » de membres jugés « moins dangereux » et la catégorie « C » de sympathisants. L'attribution réelle des catégories était cependant basée sur l'engagement individuel perçu envers le pays d'origine de la personne, plutôt que sur le potentiel réel de causer un préjudice ; les agents d'organisations culturelles pourraient être classés dans la catégorie « A ».
Le programme impliquait la création de dossiers individuels à partir d'informations obtenues secrètement, y compris des données non fondées et, dans certains cas, même sur des rumeurs et des tuyaux téléphoniques non sollicités, et des informations acquises sans mandat judiciaire par des couvertures de courrier et l'interception de courrier, des écoutes téléphoniques et des perquisitions secrètes. Alors que le programme ciblait principalement les « étrangers ennemis » japonais, italiens et allemands, il incluait également certains citoyens américains nés dans le pays. Le programme a été exécuté sans autorité légale approuvée par le Congrès, sans contrôle judiciaire et au-delà de l'autorité légale du FBI. Une personne contre laquelle une accusation était portée faisait l'objet d'une enquête et était éventuellement fichée dans l'index; elle n'en était pas été retirée avant qu'elle soit décédée. Selon les communiqués de presse au début de la guerre, l'un des objectifs du programme était de manifester la diligence et la vigilance du gouvernement en suivant, en arrêtant et en isolant un groupe de personnes préalablement identifié avec des sympathies prétendument documentées pour les puissances de l'Axe et des potentiels pour des activités d'espionnage ou de cinquième colonne. La liste a ensuite été utilisée pour l'internement des Américains d'origine japonaise après le décret 9066 de Roosevelt[réf. nécessaire]. Bien que certains disent que Hoover s'est opposé à ces mesures, Hoover et le FBI ont créé la liste à partir de laquelle 110 000 personnes ont été internées, dont 70 000 étaient nées aux États-Unis.
Le procureur général Francis Biddle, après avoir pris connaissance de l'existence du système de l'Index, l'a qualifié de « dangereux, illégal » et a ordonné sa suppression. Cependant, J. Edgar Hoover l'a simplement rebaptisé Index de sécurité, et a ordonné de ne pas le mentionner.

## Indice Rabble Rouser
Les enregistrements des noms ajoutés à l'index Rabble Rouser sont disponibles en ligne sur The Vault, qui héberge la bibliothèque FOIA du FBI, dans le cadre du dossier du FBI 157-HQ-7782. Internet Archive conserve une copie de ces informations avec des éléments explicatifs supplémentaires. En outre, un référentiel des fichiers du FBI obtenus à la demande de la FOIA, y compris l'index Rabble Rouser, est conservé aux Archives nationales.

### Personnalités
Les personnalités célèbres apparaissant dans la liste :
- Saul Alinsky - théoricien politique
- James H. Madole - Parti de la Renaissance nationale
- Floyd B. McKissick — SNCC
- Jerry Rubin - militant anti-guerre
- Adam Clayton Powell Jr. - Membre du Congrès de New York
- John A. Wilson - membre du conseil de Washington DC
- Howard Zinn - historien et philosophe

### Catégories
Les catégories principales répertoriées sur le formulaire FD-307 du FBI comprennent :
- Anti-Vietnam
- Black Panther Party
- Communiste
- Conférence du leadership chrétien du Sud
- Congress of Racial Equality
- Independence movement in Puerto Rico
- KKK
- Latino-américains
- Minutemen
- Nation of Islam
- National States' Rights Party
- Nationaliste noir
- Progressive Labor Party
- Revolutionary Action Movement
- Parti nazi américain
- Parti du monde des travailleurs
- Students for a Democratic Society
- Student Non-Violent Coordinating Committee

## Indice de réserve/Indice de sécurité
L'indice de sécurité se rapportait à la liste du FBI des personnes dangereuses susceptibles de commettre des actes contraires à la défense nationale et à la sécurité publique des États-Unis en cas d'urgence. La liste comprenait également ceux qui pouvaient être arrêtés sur ordre d'un président américain invoquant le programme de détention d'urgence. D'autre part, le Reserve Index répertorie tous les gauchistes et les personnes soupçonnées d'être communistes. Dans les années 1950, par exemple, il y avait 5 000 noms répertoriés dans le Security Index tandis que le Reserve Index en comptait 50 000 au bureau extérieur de Chicago. Une personne répertoriée dans le Reserve Index pouvait être transférée au Security Index si cette personne constituait une menace pour les intérêts américains en période d'urgence nationale. Une différence entre ces indices concernait leurs couleurs. Les fichiers du Security Index étaient tous en blanc tandis que le Reserve Index variait en couleurs selon le statut du sujet.
Parmi les personnalités répertoriées dans l'indice de réserve figurent Martin Luther King. Le FBI surveillait ses activités avec la Southern Christian Leadership Conference entre 1957 et en 1962, il a finalement été répertorié dans l'index du FBI en raison de l'implication de deux de ses conseillers avec le Parti communiste américain, bien qu'il n'ait pas satisfait aux critères d'inclusion dans le Security Index.
Le Security Index a été fusionné avec le Agitator Index et le Communist Index. Rebaptisé Reserve Index en 1960, cet index comprenait une section A pour les enseignants, les médecins, les avocats, les artistes et d'autres personnes considérées comme influentes et non politiquement conservatrices. Hoover a fait ajouter le Dr Martin Luther King, Jr. à l'index de réserve, section A, en représailles pour son travail sur les droits civiques et sa popularité mondiale.
Renommé à nouveau en Index Administratif (ADEX) en 1971, et officiellement interrompu en 1978, les dossiers sont toujours conservés comme inactifs au siège du FBI et dans 29 bureaux extérieurs.

## Index Administratif

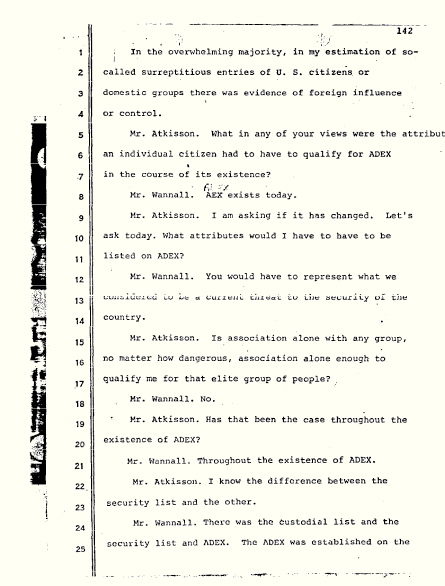
Représentant du FBI décrivant ADEX, 1975.

ADEX, ou Index Administratif, a duré de 1971 à janvier 1978. Il a intégré le Security Index, l'indice d'agitateur (Agitator Index) et l'indice de réserve (Reserve Index). Il a été utilisé pour suivre les personnes « considérées comme une menace pour la sécurité du pays. » L'ADEX avait quatre « catégories ».
Un exemple emblématique de ces dossiers et de la justification de la catégorisation est le cas de l'historien Howard Zinn, un critique notoire du gouvernement. Dans ses dossiers du FBI, il y a deux pages distinctes dans lesquelles un agent dit qu'il devrait être en catégorie III : « Il a été membre du Parti communiste de 1949 à 1953. Un critique en chef des politiques du gouvernement des États-Unis. Une figure familière des manifestations anti-guerre jusqu'en 1972. A organisé un rassemblement de protestation pour protester contre de graves actes d'accusation contre le père Berrigan et d'autres membres de la conspiration de la côte est à l'été 1971. 
Il est recommandé que le sujet soit inclus dans l'ADEX, catégorie III, car il a participé à des activités d'organisations révolutionnaires au cours des cinq dernières années, comme en témoignent des actes manifestes et des déclarations établies par des informateurs fiables. »
Le nom du chanteur Paul Robeson figurait également sur l'ADEX en tant que catégorie III : « en raison de ses contacts étroits de longue date avec les dirigeants du CPUSA. Il a été honoré par le PC aussi en 1969. »